# Arthur Zimmerman
Arthur Augustus Zimmerman (ur. 11 czerwca 1869 w Camden, zm. 22 października 1936 w Atlancie) – amerykański kolarz torowy, dwukrotny mistrz świata.

## Kariera
Największe sukcesy w karierze Arthur Zimmerman osiągał w 1893 roku, kiedy zdobył dwa złote medale podczas mistrzostw świata w Chicago. Amerykanin wygrał tam sprint indywidualny amatorów, wyprzedzając dwóch swoich rodaków: Johna Johnsona oraz Johna Patricka Blissa. Na tych samych mistrzostwach najlepszy okazał się również w wyścigu na 10 km, wyprzedzając Blissa i Johnsona, którzy zamienili się miejscami. Ponadto trzykrotnie zdobywał medale mistrzostw kraju w sprincie. Jako amator wygrywał w 1890 i 1891 roku, a po przejściu na zawodowstwo zwyciężył również w 1894 roku. W 1892 roku wystartował na mistrzostwach Wielkiej Brytanii, gdzie był pierwszy w sprincie, wyścigu na 1 oraz 5 mil. Nigdy nie wystartował na igrzyskach olimpijskich.